# 3143 Genecampbell
3143 Genecampbell è un asteroide della fascia principale. Scoperto nel 1980, presenta un'orbita caratterizzata da un semiasse maggiore pari a 2,8471178 UA e da un'eccentricità di 0,0833692, inclinata di 3,09778° rispetto all'eclittica.
L'asteroide è dedicato a I. Gene Campbell, programmatore di sistemi presso l'Harvard-Smithsonian Center for Astrophysics.